# Louise Behrend
Louise Mathilde Behrend (* 3. Oktober 1916 in Washington, D.C.; † 3. August 2011 in Rockville, Maryland) war eine US-amerikanische Geigerin und Musikpädagogin.
Behrend hatte ab dem zehnten Lebensjahr Violinunterricht. Sie bereiste in den 1930er Jahren mit ihren Eltern Europa und studierte u. a. in Salzburg. 1939 erhielt sie ein Stipendium für die Juilliard School, wo sie Violinschülerin von Louis Persinger wurde, der auch Lehrer von Isaac Stern, Ruggiero Ricci und Yehudi Menuhin war. Nach dem Abschluss des Studiums wurde sie Lehrerin für Violine und Kammermusik am Pre-College der Juilliard School – sie blieb dies mehr als sechzig Jahre lang.
1970 gründete Behrend in Manhattan die School for Strings, wo sie Kinder nach der Suzuki-Methode unterrichtete. Sie erhielt 1989 den Annual Achievement Award der InterSchool Orchestras of New York und 1994 den Distinguished Service Award der American String Teachers Association (ASTA).  Die Suzuki Association of the Americas zeichnete sie 1996 mit ihrem Distinguished Service Award und 2002 mit dem Creating Learning Community Award aus. 2003 erhielt Behrendt den Betty Allen Award der Chamber Music Society of Lincoln Center und 2007 den Paul Rolland Lifetime Achievement Award des New England Conservatory.